# Мец (район Афин)
Мец (греч. Μετς) — район Афин, расположенный на холме Лонгину, вблизи холма Ардитос, юго-восточнее Выставочного зала «Заппион»; простирается до первого афинского кладбища.
Район получил название по пивному ресторану «Мец», открытому на берегу реки Илисос баварцем Чарльзом Фиксом в память о лотарингском городе Мец. Предыдущее, более древнее название района — Пандременадика (Παντρεμενάδικα).
Район обслуживает станция Афинского метрополитена «Акрополи».